# Народно читалище „Събуждане – 1895“
Народно читалище „Събуждане – 1895“ в село Врачеш е основано на 3 март 1895 г. по инициатива на учителя и свещеник Тодор Василев Крилатски, който е избран за председател на читалището.

## История
Първоначално библиотеката наброява 37 книги, а сбирките на читалищните дейци стават в дирекцията на училището или в частни домове, където години наред се съхранява и библиотечният фонд.
В 1926 г. се поставя началото на театралната дейност с театрална трупа „Просвета“. От 2010 г. към читалището е създаден кръжок по актьорско майсторство, в който се обучават деца и младежи.
През 1947 г. е създадена певческа група от учителката Мария Танева, а през 1973 г. е с ръководител Ангелина Болярска. В 2000 г. е създадена детска вокална група „Звънче“ с ръководител Албена Русева.
През 1949 г. Цветко Георгиев основава четиригласен смесен хор. Негови диригенти през годината са: Бонка Големанова (най-дълго на този пост) с корепетитор Веселин Умников, Анатолий Живков, Петър Калудов и Татяна Цонкова.
През 1949 г. е създадена и тамбурашка група с ръководител Дечко Дечев, а след него Петър Цолов.
През 1954 г. се създава танцов състав под ръководството на Петър Ценев. През 1984 г. е основан детски танцов състав с ръководителл Ваня Петрова и корепетитор Петър Петров, които работят до 1998 г. След 1998 г. продължава с други ръководители.
През 1959 г. е създадена акордеонна школа, която работи до 1999 г.
На 24 май 1963 г. е открита новата читалищна сграда. Тя е с обща площ 520 m2 на 2 етажа с голям салон с 320 места, библиотека, репетиционна зала, гримьорни и други помещения.
През 1992 г. е създадена фолкларна група, която става народен хор с ръководител Весела Христова.
Към 2018 г. библиотеката разполага с 24 000 тома, над 400 читатели и информационен център с 5 компютри.

## Самодейни колективи
Към читалището работят следните самодейни колективи:
- Народен хор с ръководител Весела Христова;
- Детски и младежки танцови състави за народни танци с ръководител Радослав Цветанов;
- Клуб „Радост“ за изучаване на народни танци с ръководител Радослав Цветанов;
- Танцов състав за съвременни танци с ръководител Георги Иванов;
- Кръжок по театрално майсторство и кръжок по изобразително изкуство с ръководител Корнелия Езекиева;
- Кръжок по художествено слово с ръководител Цветанка Маринова.